# Estación Ingeniero Maschwitz
Ingeniero Maschwitz es una estación ferroviaria ubicada en la localidad homónima, en el partido de Escobar, Gran Buenos Aires, Argentina.

## Servicios
Es una estación intermedia del servicio diésel metropolitano de la Línea Mitre servido entre las estaciones Villa Ballester y Zárate.
Hasta la década de 1960 se desprendía un ramal de servicios de pasajeros y cargas hacia la estación Dique Luján.
Bajo la concesión de TBA el ramal hacia Zárate tuvo 15 servicios diarios. Hoy en día bajo Trenes Argentinos Operaciones cuenta con 10 servicios diarios en ambos sentidos, siendo el mismo tren (1 locomotora con 2 coches) que traza el recorrido Villa Ballester - Zárate ida y vuelva todos los días.  
Se prevé que para los próximos meses se incremente la frecuencia del ramal a un tren cada 1 Hora y en horas pico cada media hora, además de sumar servicios cortos hasta Escobar como era el cronograma de servicios anteriormente.  

## Toponimia
El 4 de marzo de 1910 se le impone el nombre de Ingeniero Maschwitz, a la parada del km 47 del ferrocarril Central Argentino. Este nombre se le designó en homenaje a Carlos Maschwitz que había fallecido el 28 de febrero de ese mismo año (4 días antes del cambio de nombre de la estación). 
Carlos Maschwitz se recibió de ingeniero en 1883, trabajó como Ministro de economía en el mandato del presidente José Figueroa Alcorta. Colaboró en trabajos para ferrocarriles y obras hidráulicas en Argentina, modificando y planificando desagües, canales y puertos.